# Belezma
Belezma, eller Belzma, er en forlængelse af Aures, hvor Tell Atlas og Sahara Atlas mødes i det nordøstlige Algeriet. Det er adskilt fra Aurès-området af Batna-El Kantara-bassinet.

## Geografi og vegetation
Ryggen ligger i en øst-vestlig retning, i den vestlige ende af Aurèsbjergene , med Hodna-bjergene mod vest. Den højeste top på 2.178 moh. er Djebel Refâa. Andre vigtige toppe er det 2.136 meter høje Djebel Tichaou og det 2.090 meter høje Djebel Touggourt (betyder 'Cedertoppen').
Belezmakæden har en af de vigtigste naturlige skove med Atlasceder i Algeriet. Den ligger kun 40 km nord for El Kantara-kløfterne, og der har været en høj dødelighed af træerne i nyere tid.
Belezma-bjergene har traditionelt været beboet af Houaras Chaouifolket . Der er en meget lav befolkningstæthed i området, og kun få landsbyer.

### Belezma-sletten
Belezma-sletten (fransk: Plaine de Belezma) er en forhøjet bjergslette beliggende mod nordvest mellem nationalparkens område og Mestaoua-bjerget. Dens hovedby er Merouana som ligger 1.012 moh. Sletten er et af de mest frugtbare områder i regionen og har traditionelt været et kornmagasin for lokalbefolkningen. Mount Mestaoua, en veritabel naturlig fæstning, er et historisk opidum.

## Historie
Ksaren af Belezma (35°40′35″N 5°54′09″E / 35.676402°N 5.902405°E) nord for området er stedet for en gammel byzantinsk fæstning. Den nu ødelagte struktur blev engang brugt som en observationspost af de muslimske og arabiske dynastier, der fulgte efter den byzantinske dominans.
Dette massiv var Abu Yazids sidste tilflugtssted før hans død.

## Beskyttede områder
Belezma nationalpark er et beskyttet område på skråningerne af området. Det er en af de vigtigste nationalparker i Algeriet.

## Galleri
|  |  |  |